# Anthony B
Keith Blair (Trelawny, 31 de março de 1976), mais conhecido pelo nome artístico de Anthony B, é um músico jamaicano e membro do movimento rastafári.

## Discografia

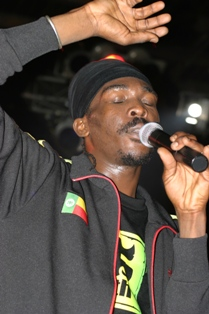
Anthony B em 2005

### Álbuns
- Predator & Prey (1996, Alpha Enterprises)
- Real Revolutionary  - UK / So Many Things - US (1996, Greensleeves)
- Universal Struggle (1997, VP Records)
- Seven Seals (1999, VP Records)
- That's Life (2001, VP Records)
- More Love (2001, AO ! Records)
- Live On The Battlefield (2002, Jahmin' Records)
- Street Knowledge (2003, VP Records)
- Judgment Time (2003, 2B1 Records)
- Smoke Free (2003, Bogalusa Records)
- Voice Of Jamaica vol. 2 (2003, Nocturne)
- Wise Man Chant (2004, Black Scorpio)
- Justice Fight (2004, Nocturne)
- Untouchable (2004, Togetherness Records)
- Powers Of Creation (2004, Nocturne)
- Black Star (2005, Greensleeves)
- My Hope (2005, AL.TA.FA.AN. / Minor 7 Flat 5)
- Confused Times (2005, Penitentiary)
- Gather and Come (2006 Penitentiary)
- Suffering Man (2006 Tad's Records)
- Higher Meditation (2007 Greensleeves)
- True Rastaman (2008 Penitentiary Records)
- Life Over Death (2008 Trendsetter)
- Rise Up (2009)
- Rasta Love (2011)
- Freedom Fighter (2012)
- Choices (2012)
- Tribute to Legends (2013)